# Wajib
Pour plus de détails, voir Fiche technique et Distribution.
Wajib est un film palestinien réalisé par Annemarie Jacir, sorti en 2017.
Il est présenté en sélection en compétition officielle au Festival international du film de Locarno 2017.

## Fiche technique
- Titre français : Wajib
- Réalisation : Annemarie Jacir
- Scénario : Annemarie Jacir
- Costumes : Hamada Atallah
- Photographie : Antoine Héberlé
- Montage : Jacques Comets
- Pays d'origine : Palestine
- Format : Couleurs - 35 mm
- Genre : drame
- Durée : 96 minutes
- Date de sortie :
  -  Suisse : 5 août 2017 (Festival international du film de Locarno 2017)

## Distribution
- Rana Alamuddin : Fadia
- Mohammad Bakri : Abu Shadi
- Saleh Bakri : Shadi
- Maria Zreik : Amal

## Sortie

### Accueil critique
En France, le site Allociné recense une moyenne des critiques presse de 3,5/5, et des critiques spectateurs à 3,2/5.

## Distinctions

### Récompenses
- Festival international du film de Mar del Plata 2017 : Astor d'or du meilleur film et Astor du meilleur acteur pour Mohammad Bakri[2].
- Festival international du film d'Amiens 2017 : Grand Prix du long métrage - Licorne d'Or[3].

### Sélections
- Festival international du film de Locarno 2017 : en sélection en compétition officielle.
- Festival du cinéma méditerranéen de Montpellier 2017 : en sélection en compétition officielle.
- Arras Film Festival 2017 : en sélection Cinémas du monde.
- Festival des trois continents 2017 : film d'ouverture.